# 숨쉬는 마음
〈숨쉬는 마음〉(息をする心 이키오스루코코로[*])은 일본의 걸 그룹 STU48의 아홉 번째 싱글이다.